# Bohdan Kolomijtschuk

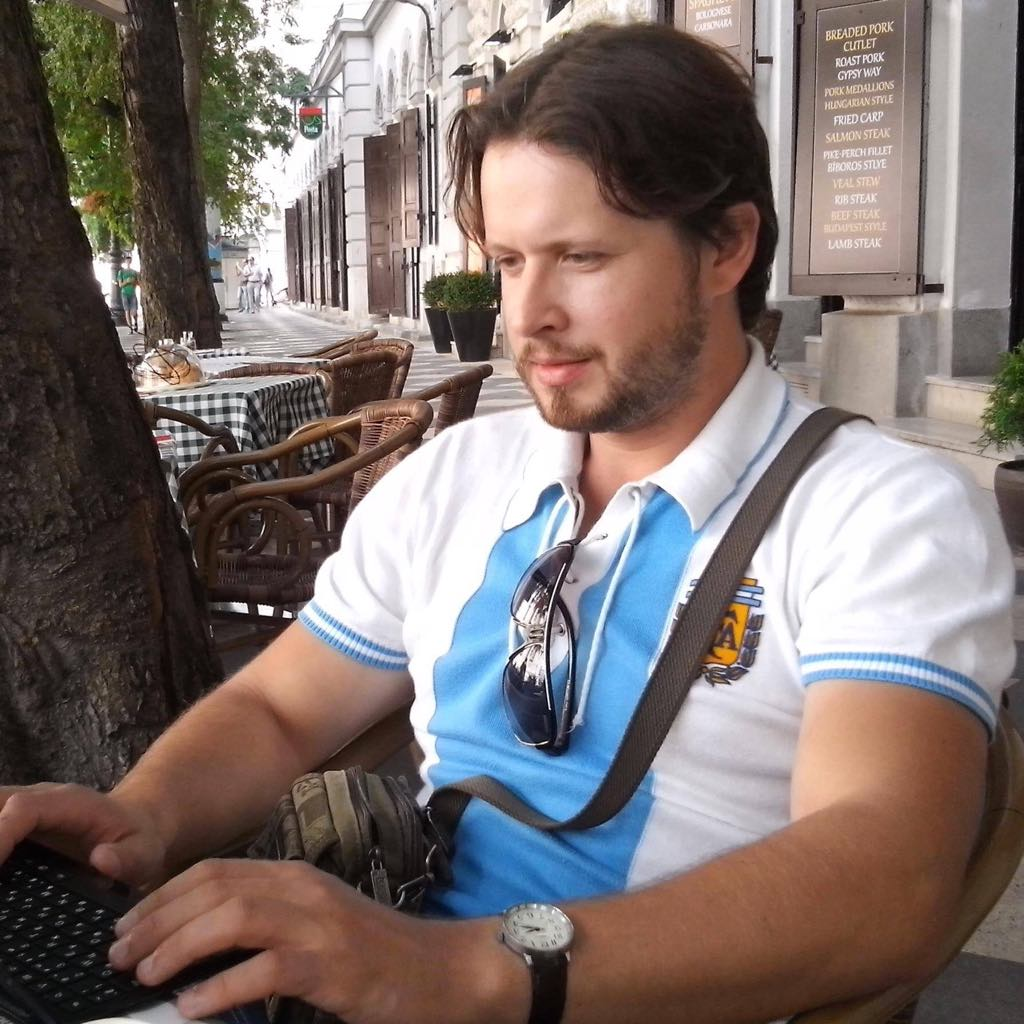
Bohdan Kolomijtschuk 2018

Bohdan Wiktorowytsch Kolomijtschuk (ukrainisch Богдан Вікторович Коломійчук; wiss. Transliteration Bohdan Viktorovyč Kolomijčuk, alternative Transkription Bogdan Kolomijtschuk; * 19. Februar 1984 in einem Dorf unweit von Ostroh, Oblast Riwne, Ukrainische SSR) ist ein ukrainischer Schriftsteller, Verfasser von Detektiv-, Abenteuer- und historischen Romanen sowie Kurator der Zakarpatska Literaturna Resydencija im Dorf Lastiwka in der Oblast Lwiw.

## Biographie
Nach Beendigung der Schule studierte Kolomijtschuk in Lwiw an der Iwan-Franko-Universität Physik. Nach dem Studienabschluss 2006 begann er zu schreiben. Nicht nur bei seinen Lesungen in Westeuropa verwendet der Autor durchgängig den Vornamen Bogdan, um seine Verbundenheit mit der polnischen Epoche seiner Protagonisten auszudrücken.

## Werk
Sein Debütroman Ludwisar. Spiele der Adligen, der im Lemberg des 16. Jahrhunderts spielt und eine synkretistische Mischung verschiedener Literaturgenres ist, gewann sogleich den Grand Pris der Koronacja Slowa – Krönung des Wortes – in Kiew. In der Folge blieb der Autor seinen historischen Sujets treu, die er mit Momenten von Magie, Fantasy und Kriminalfällen bereichert: Es folgten mehrere Bände mit Detektivgeschichten, in denen Kommissar Adam Wistowytsch Fälle in Lwiw Anfang des 20. Jahrhunderts löst. 2016 setzte Kolomijtschuk mit dem König des Schmerzes seinen Debütroman fort. Sein einstweilen letzter Roman Mozart aus Lembegr gilt dem Sohn Wolfgang Amadeus Mozarts, Franz Xaver, der von 1808 bis 1838 in Galizien und Lemberg wirkte und dessen Leben voller Leidenschaft, Intrigen und Abenteuer beschrieben wird.

## Auszeichnungen
- 2013: Grand Prix der Koronacija Slowa.

## Veröffentlichungen
- Ludwisar. Spiele der Adligen (Людвисар. Ігри вельмож). Charkiw, Folio, 2013
- Ewas Geheimnis (Таємниця Єви). Charkiw, Folio, 2014.
- Seelengefängnis. Drei Fälle des Kommissar Wistowytsch, Lwiw 1902–1903 (В'язниця душ. три справи комісара Вістовича, Львів, 1902–1903 рр.). Charkiw, Folio, 2015.
- Himmel über Wien. Zwei Fälle des Kommissar Wistowytsch, Lwiw 1914–1919 (Небо над Віднем. дві справи комісара Вістовича, Львів, 1914–1919 рр.). Charkiw, Folio, 2015.
- Doktor Freuds Besuch (Візит доктора Фройда). Charkiw, Folio, 2016.
- König des Schmerzes (Король болю). Charkiw, Folio, 2016.
- Mozart aus Lemberg (Моцарт із Лемберга). Lwiw, Wydawnyztwo Staroho Lewa, 2018.